# Zuleydis Ortiz Puente
Zuleydis Ortiz Puente, née le 31 janvier 1976, est une escrimeuse cubaine. Elle a pris part à la finale des championnats du monde 1997, qu'elle a perdu contre sa compatriote Miraida García-Soto. 
En 2000, elle dispute les épreuves individuelle et par équipes des Jeux olympiques. Elle est battue en quarts de finale par la Suissesse Gianna Hablützel-Bürki d'une seule touche (15-14). Par équipes, les deux tireuses se retrouvent au premier tour pour une victoire suisse (45-37).
Comme la plupart de ses compatriotes, Ortíz doit se contenter des championnats du monde, des championnats panaméricains et de l'épreuve de coupe du monde de La Havane pour exprimer son talent, expliquant un classement mondial ne dépassant pas la trentième place. Elle a remporté le championnat continental en 2006, et pris à trois reprises place sur le podium à la Havane (bronze en 2005, argent en 2009 et 2010), avant de prendre sa retraite sportive en 2012.

## Palmarès
- Championnats du monde d'escrime
  -  Médaille d'argent aux championnats du monde d'escrime 1997 au Cap

- Championnats panaméricains d'escrime (Individuel)
  -  Médaille d'or aux championnats panaméricains d'escrime 2006 à Valencia
  -  Médaille de bronze aux championnats panaméricains d'escrime 2010 à San José

## Référence
1. ↑  (es) « Zuleydis Ortiz Puente, ¿Entre la espada y la pared? », sur juventudrebelde.cu, 12 juillet 2009 (consulté le 26 janvier 2018)